# International Fight League
International Fight League（インターナショナル・ファイト・リーグ、略称 IFL）は、アメリカ合衆国の総合格闘技団体。最大の特徴は「世界初のチーム対抗による総合格闘技リーグ」と謳い文句にしていたチーム対抗戦だった。2006年のUFCのブレイクによるアメリカの総合格闘技バブルとも言える状況下で発足した団体の一つ。

## 概要
2006年1月7日、不動産業者のクルト・オットーとウィザード誌の創刊者ガレブ・シェイマスが設立。代表にはSHOWTIMEボクシング中継の責任者だったジェイ・ラーキンが就任した。
旗揚げ前にはFOXスポーツネット及びマイネットワークTVとの放映契約を成立させ、株式を上場して資金を調達、一時は株価が17ドルの高値をつけ時価総額が約1億5000万ドルを超えるなど、規格外のスケールでのスタートとなった。しかし、その後は株価は5セントまで落ち込み、3,200万ドルの負債を抱える財政上の理由から大会も中止になり、2008年7月に副代表のジョー・フェボリートがIFLの売却を発表した。

## ルール
一般的な総合格闘技ルールとの違いは、4分3ラウンド制、エルボー禁止などであった。試合場については金網ではなくリングを使用していた。
IFLは、各12チームがライト、ウェルター、ミドル、ライトヘビー、ヘビー級の5人とリザーブ選手1人の計6人を揃え、4チームずつ各階級の5試合対抗戦でトーナメントを行う。各トーナメントの終わりにプレーオフで当たり、優勝したチームがシーズンチャンピオンとなる。つまり、NFLやNBAと似たようなシステムとなっていた。
チームを率いていたコーチ陣は、ドン・フライ、ヘンゾ・グレイシー、バス・ルッテン、モーリス・スミス、マルコ・ファスなど。スーパーファイトではコーチ対決も実現した。当初は、日本からもアントニオ猪木率いる東京サーベルズが参戦していた。

## 歴代王者
- 王座の変遷については「IFL王者一覧」を参照。

## 優勝チーム
| 年度 | チーム名                             |
| ---- | ------------------------------------ |
| 2006 | クワッドシティーズ・シルバーバックス |
| 2007 | ニューヨーク・ピットブルズ           |